# Reza Hassanzadeh
Reza Hassanzadeh (en persa: رضا حسن‌زاده‎; Teherán, Irán; 30 de diciembre de 1964) es un exfutbolista de Irán que jugaba en la posición de defensa. Actualmente trabaja como consultor deportivo en el Municipio de Teherán.

## Carrera

### Club
| Periodo   | Club               |
| --------- | ------------------ |
| 1987–1988 | Rah Ahan FC        |
| 1988–1995 | Esteghlal FC       |
| 1995–1996 | Kuwait SC          |
| 1996–2000 | Esteghlal FC       |
| 2000–2002 | Esteghlal Rasht FC |
| 2002–2004 | Pegah Gilan FC     |

### Selección nacional
Jugó para Irán en 22 ocasiones entre 1990 y 1998 anotando tres goles, ganó la medalla de oro en los Juegos Asiáticos de 1990 y participó en la Copa Asiática 1992.
Jugó con la selección de fútbol playa en 2006, ayudando a la selección a clasificar a su primera Copa Mundial de Fútbol Playa en 2006 como el capitán de la selección.

## Logros

### Club
- Iran Pro League: 2

1989-90, 1997-98
- Copa Hazfi: 1

1999-2000
- Liga de Campeones de la AFC: 1

1990-91
- Liga de Teherán: 1

1991-92
- Supercopa de Teherán: 1

1994

### Selección nacional
- Juegos Asiáticos: 1

1990